# Tägerwilen
Tägerwilen (früher auch Taegerweilen oder Tägerweilen geschrieben) ist eine politische Gemeinde und eine Ortschaft im Bezirk Kreuzlingen des Kantons Thurgau in der Schweiz am Südufer des Bodensees (Untersee); bis 2002 war der Ort eine Einheitsgemeinde.

## Geographie
Das Gemeindegebiet grenzt an Kreuzlingen, Kemmental, Wäldi, Ermatingen und Gottlieben, ausserdem an den Seerhein, welcher den Obersee mit dem Untersee verbindet, sowie mit dem Tägermoos an das deutsche Konstanz.
Der Ort wird vom Chastel- und vom Allmendbach durchflossen, die im Ortszentrum zum Dorfbach zusammenfliessen.

## Verkehr
Die Ortschaft entstand an der Strasse zwischen Konstanz und Ermatingen. Heutzutage kreuzen die Hauptstrassen 13 und 16 in Tägerwilen.
Durch den Ort führt die Seelinie sowie die Mittelthurgaubahn Wil–Kreuzlingen, die heute von Thurbo betrieben wird. Das Trassee zwischen Kreuzlingen und dem Bahnhof Kreuzlingen-Bernrain wurde in den Jahren bis 2001 ausgebaut: mit grösserem Radius, zweigleisig und Verlegung des Bahnhofs (neu: Tägerwilen Dorf).
Tägerwilen ist auch mit der Buslinie 907 der Stadt Kreuzlingen und dem Postbus 920 an den öffentlichen Verkehr angeschlossen. Durch Tägerwiler Grund führt auch die Autobahn A7 Kreuzlingen-Winterthur. Die Nationalstrasse 7 startet dabei im Grenzgebiet Tägerwilen/Kreuzlingen.

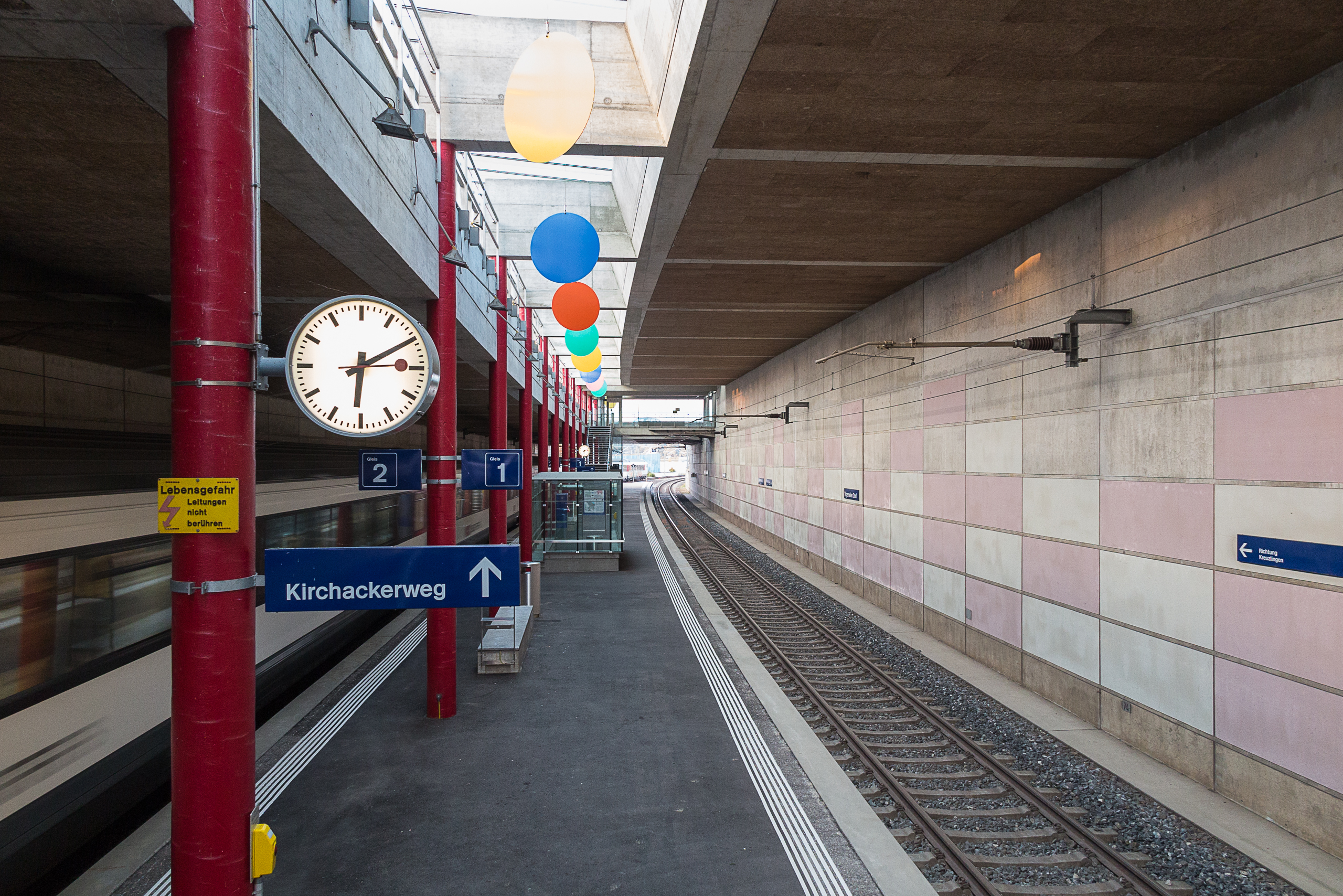
Bhf. Tägerwilen Dorf an der Linie gen Weinfelden
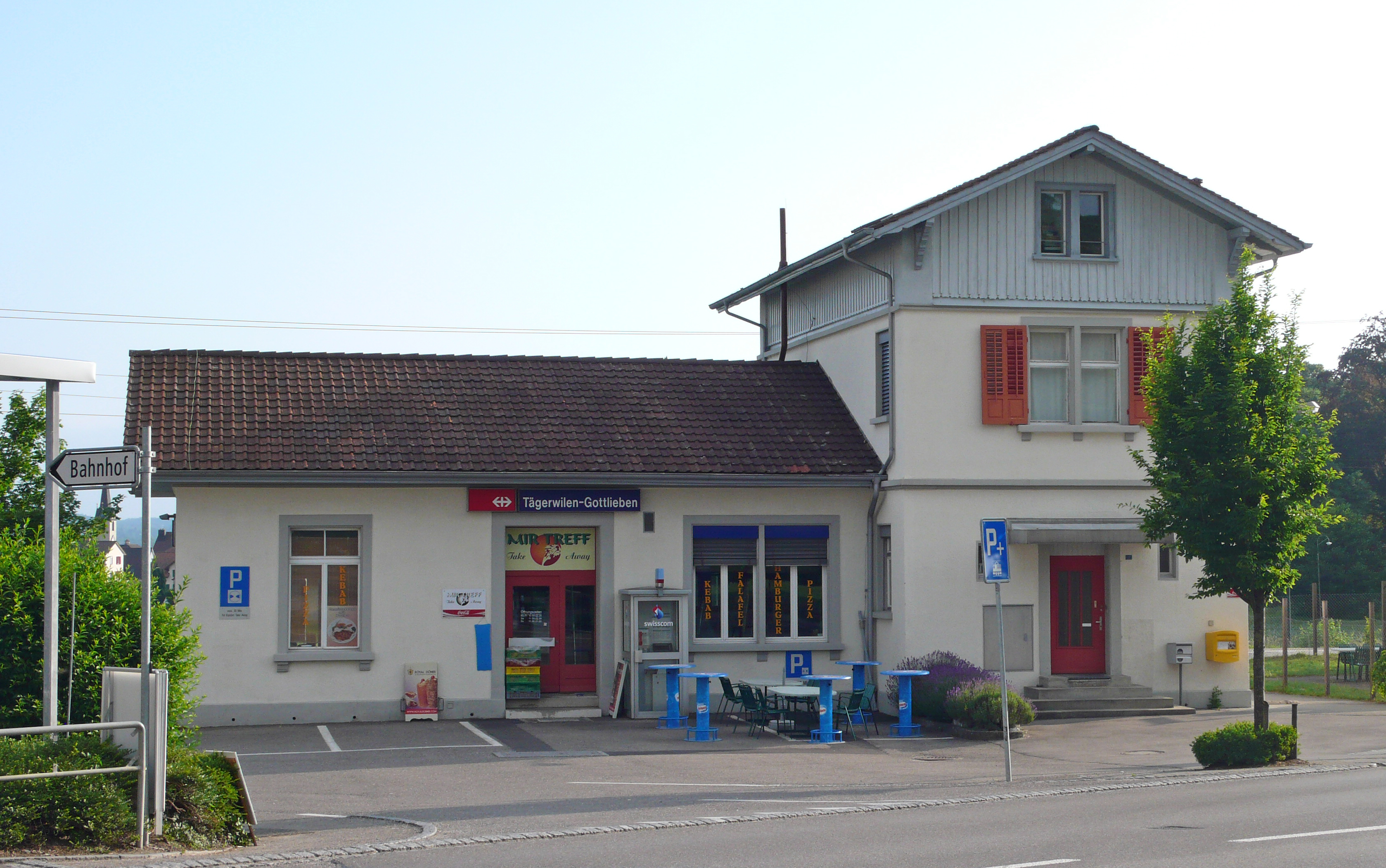
Bhf. Tägerwilen-Gottlieben an der Linie gen Schaffhausen

## Geschichte

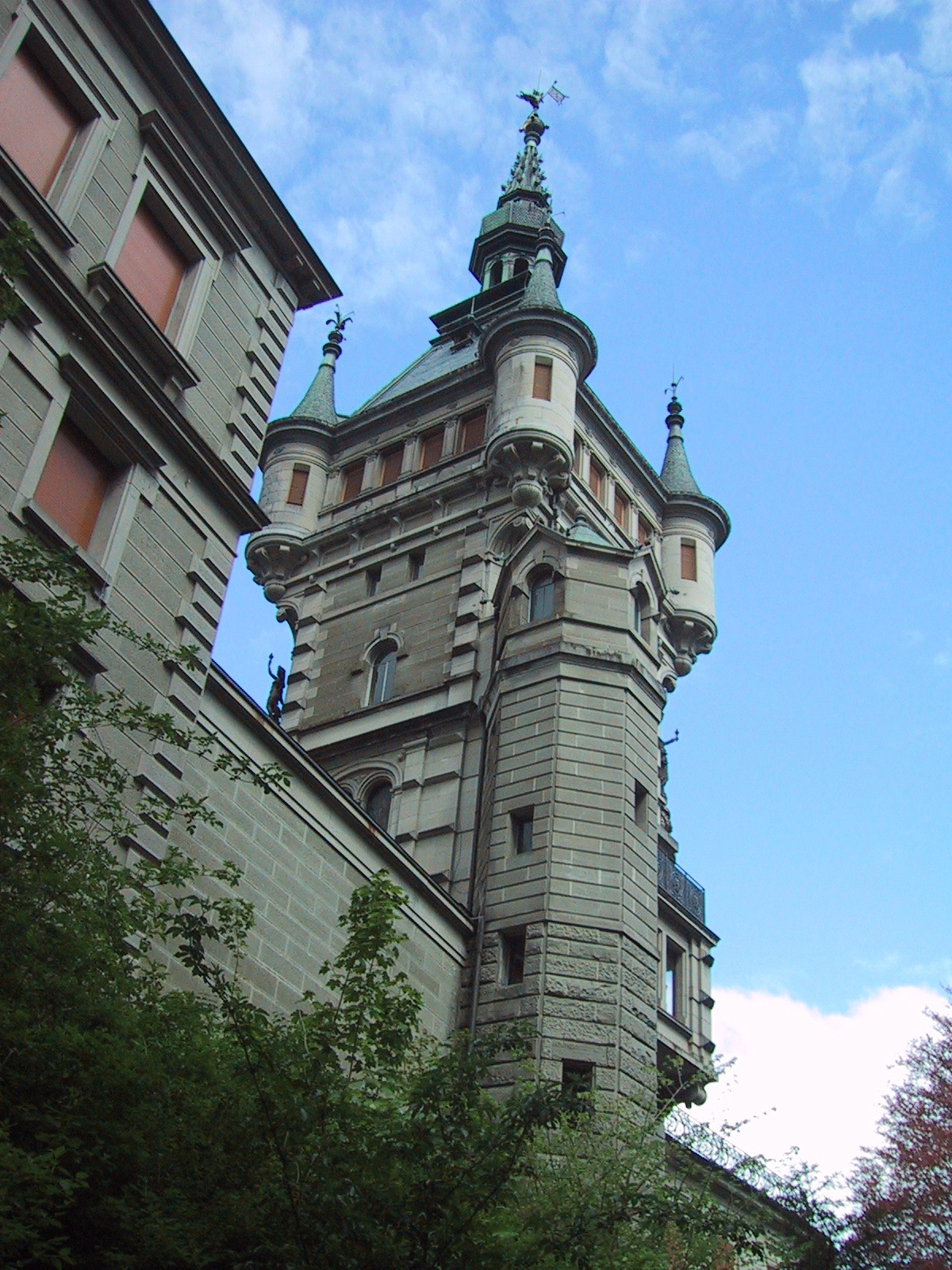
Schloss Castell

In Tägerwilen fanden sich Spuren einer neolithischen Siedlung aus der Zeit um 4000 vor Christus.
Der Münzschatz von Tägermoos umfasst über 50 helvetische Silberstater von 100–50 v. Chr.
Im siebten oder achten Jahrhundert liessen sich an den Dorfbächen, nahe der Römerstrasse Konstanz–Winterthur, die Alamannen in Tägerwilen nieder. Die erste urkundliche Erwähnung stammt aus dem Jahr 990 als Tegirwilare. Die Geschichte Tägerwilens ist stark mit derjenigen des benachbarten Konstanz verbunden. Amtsleute des Bischofs von Konstanz begründeten auch die Burg und das später daneben gebaute Schloss Castell.
Im Frühmittelalter gehörte Tägerwilen zur Konstanzer Bischofshöri, ab etwa 1300 vorwiegend zur Herrschaft Castell. Bis 1816 gehörte auch die Burg Girsberg zu Tägerwilen. Die Offnung von 1447 nennt ein eigenes Gericht. Im Schwabenkrieg 1499 bzw. in der Schlacht bei Schwaderloh wurden das Dorf niedergebrannt und die Burg Castell zerstört. Danach bildete die Herrschaft mit dem Gericht Siegershausen die Vogtei Gottlieben. Die Freisitze Castell, Girsberg, Hochstrass, Hertler, Okenfiner und Pflanzberg verfügten selbst über die Niedere Gerichtsbarkeit, ab 1766 nur noch Schloss Castell und Girsberg.

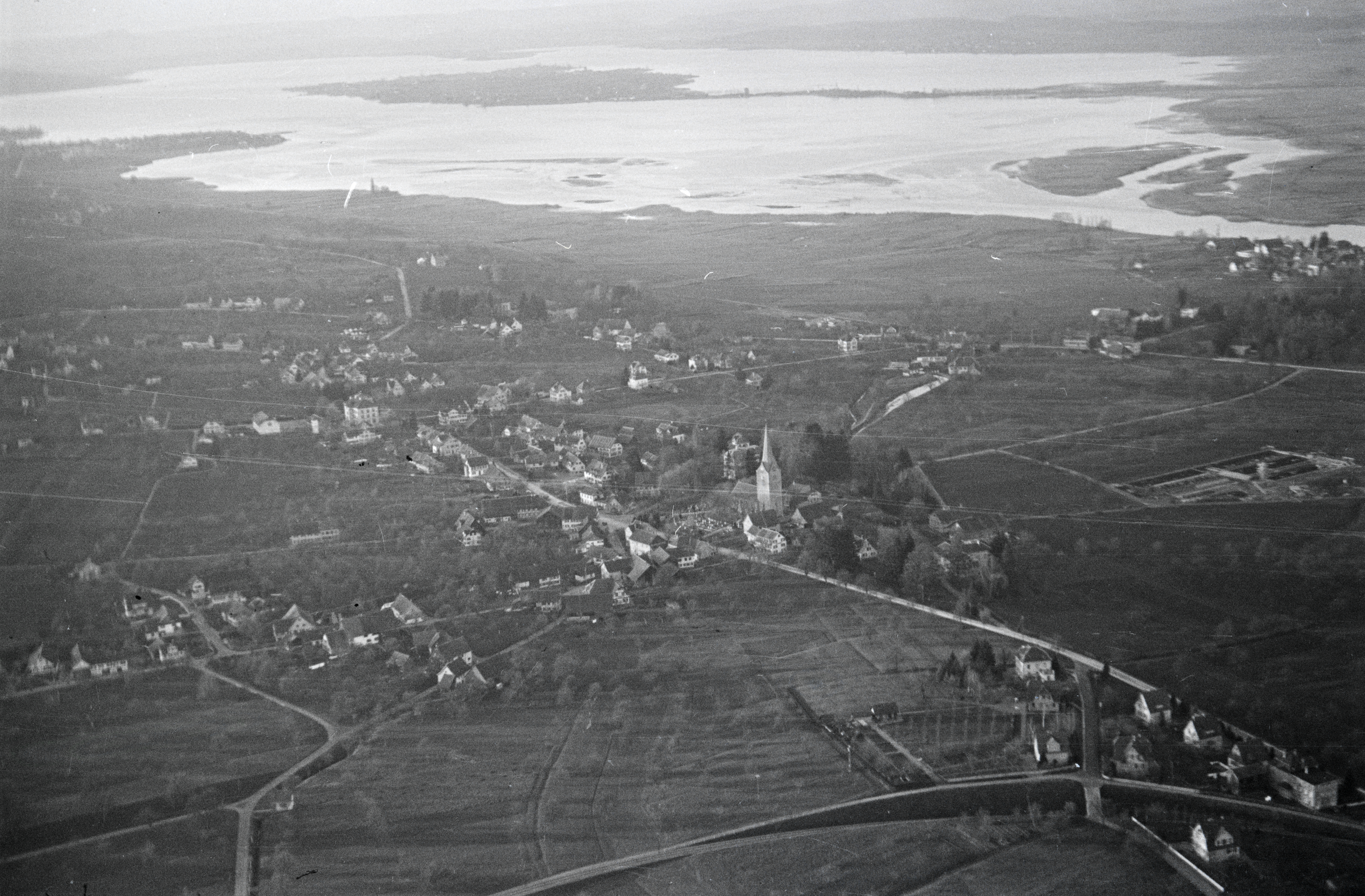
Luftbild aus dem Jahr 1931

Die Pfarrei Tägerwilen schied schon früh – um 900, urkundlich belegt aber erst ab dem 12. Jahrhundert – aus dem bischöflichen Gebiet aus. Die Kirche mit dem Patrozinium von Kosmas und Damian wurde 1455 neu erbaut, das Beginenhaus stammt aus dem 14. und 15. Jahrhundert. Während der Reformation trat das ganze Dorf 1528 zusammen mit Konstanz zum neuen Glauben über. Trotzdem blieb die Kollatur beim Bischof von Konstanz.
Neben Ackerbau und Viehzucht wurde auch Reb- und Obstbau betrieben, wichtig war der grosse Bürgerwald. In Tägerwilen gab es neun Mühlen, ein Siechenhaus und ab ca. 1610 eine Schule. Die Familie von Scherer auf Schloss Castell stiftete 1801 eine Mädchenarbeitsschule und 1837 die erste kantonale Kleinkinderschule. Sie finanzierte 1822 auch den Bau eines Armenhauses und dessen Betrieb. Gegen Ende des 19. Jahrhunderts entstanden zahlreiche Gewerbebetriebe, unter anderem ein Automobilhersteller. Nach der Eröffnung der Bahnlinien Etzwilen–Konstanz 1875 und Konstanz–Wil 1911 dehnte sich das Dorf in Richtung der Bahnhöfe aus. Im Restaurant «Trompeterschlössle», das auf Tägerwiler Gemeindegrund direkt an der Grenze zu Konstanz steht, fanden vom 24. auf den 25. April 1945 Verhandlungen zwischen französischen Offizieren, Vertretern der Stadt Konstanz und der Schweizer Armee über eine kampflose Übergabe der Stadt Konstanz an die 5. französische Panzerdivision statt, welche Konstanz dann am 26. April 1945 besetzte. 2005 boten Industrie und Gewerbe einen Viertel der Arbeitsplätze in der Gemeinde, während die Landwirtschaft noch 10 % stellte.
Die Gemeinde Tägerwilen verwaltet auch das Tägermoos, eine staatsrechtliche Kuriosität: Die 1,54 km2 liegen zwar im Kanton Thurgau, sind jedoch durch einen Staatsvertrag von 1831 als Gemarkung der deutschen Grenzstadt Konstanz zugeordnet. Die angegebenen Zahlen zu Fläche und Einwohnerzahl von Tägerwilen enthalten auch die Zahlen des Tägermooses.

## Wappen
Blasonierung: In Rot ein weisser Dolch mit schwarzem Griff.
Das Gemeindewappen wird seit Anfang des 17. Jahrhunderts geführt. Rot und Weiss erinnern an den Bischof von Konstanz, dem das Dorf bis 1798 gehörte.

## Bevölkerung
| Hier fehlt eine Grafik, die leider im Moment aus technischen Gründen nicht angezeigt werden kann. Wir arbeiten daran! |

| Jahr      | 1634  | 1695  | 1850   | 1900   | 1950   | 1980   | 1990   | 2000   | 2010   | 2018   | 2021   | 2022   |
| Einwohner | 482   | 611   | 1192   | 1188   | 1516   | 2224   | 2618   | 3273   | 3926   | 4635   | 5047   | 5148   |
| Quelle    | [ 8 ] | [ 8 ] | [ 10 ] | [ 10 ] | [ 10 ] | [ 10 ] | [ 10 ] | [ 10 ] | [ 10 ] | [ 10 ] | [ 11 ] | [ 12 ] |

Von den insgesamt 4635 Einwohnern der Gemeinde Tägerwilen im Jahr 2018 waren 1678 bzw. 36,2 % ausländische Staatsbürger. 1664 (35,9 %) waren evangelisch-reformiert und 1295 (27,9 %) römisch-katholisch. Die Ortschaft Tägerwilen zählte zu diesem Zeitpunkt 4571 Bewohner. 64 Personen lebten in der Ortschaft Kreuzlingen, die über die Gemeindegrenze auf Tägerwiler Territorium übergreift.

## Wirtschaft

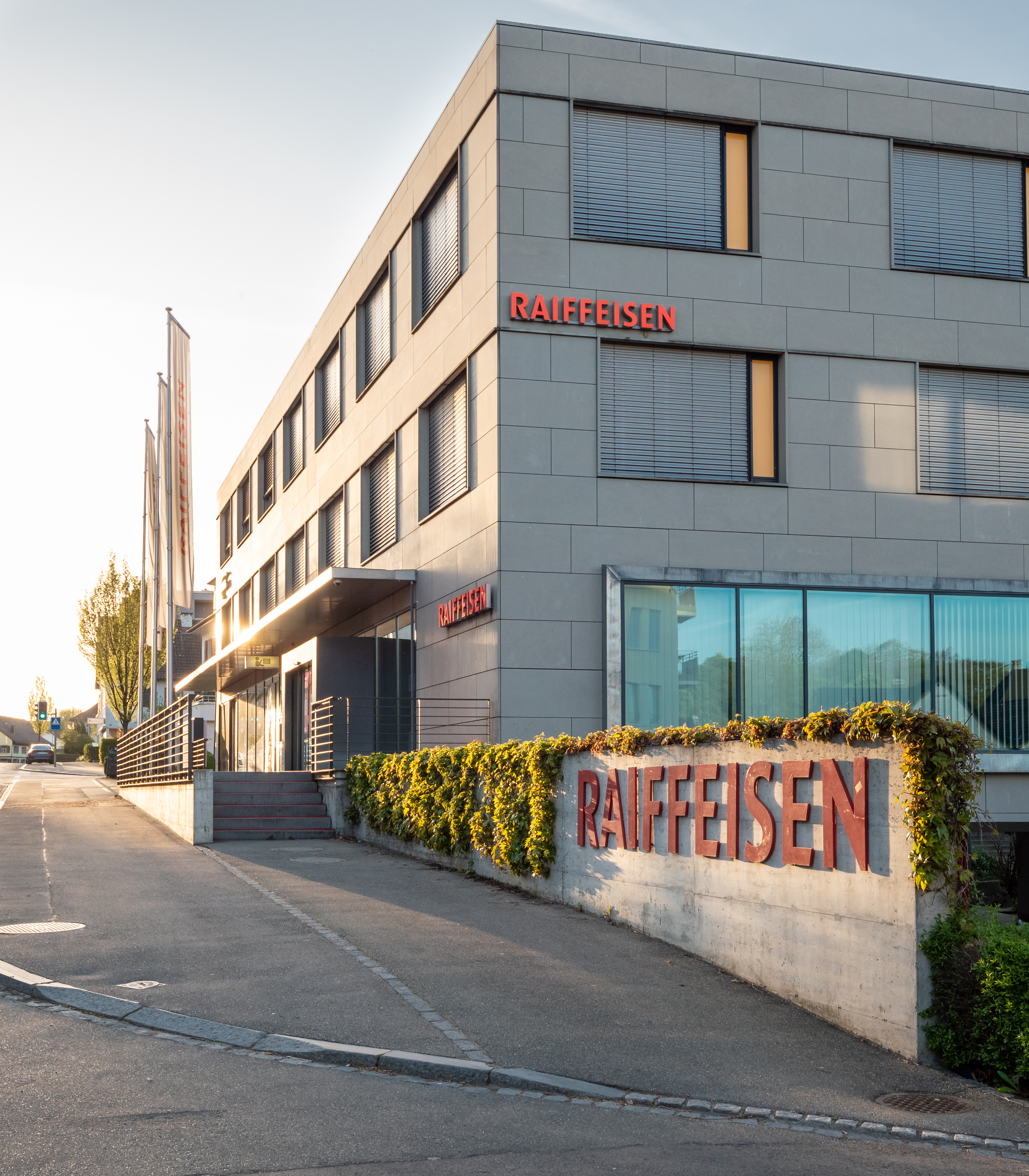
Raiffeisenbank Tägerwilen in Tägerwilen

Im Jahr 2016 bot Tägerwilen 2996 Personen Arbeit (umgerechnet auf Vollzeitstellen). Davon waren 3,6 % in der Land- und Forstwirtschaft, 19,3 % in Industrie, Gewerbe und Bau sowie 77,1 % im Dienstleistungssektor tätig.
Tägerwilen ist der Sitz der Raiffeisenbank Tägerwilen, die für Kreuzlingen und Umgebung zuständig ist. Insgesamt sind in Tägerwilen rund 400 Unternehmen ansässig.

## Politische Parteien
In Tägerwilen haben die SP, Die Mitte, die EVP und die SVP eine eigene Ortsgruppe. Zudem gibt es zwei politische Interessengruppen, namentlich Zämä fürs Dorf und Einwohnerforum Tägerwilen.

## Sehenswürdigkeiten
Oberhalb des Orts Tägerwilen stehen das Schloss Ober-Castell und die Ruine Unter-Castell.
Das heutige Aussehen von Schloss Castell, das sich in Privatbesitz befindet, entstand zwischen 1878 und 1894 durch Max von Scherer. Erbaut wurde es 1725 anstelle eines älteren Gebäudes aus dem Jahr 1585, das seinerseits ein älteres Bauwerk ersetzt hatte. Das Schloss – eine der bedeutendsten historistischen Schlossanlagen der Schweiz – steht gegenüber den Ruinen der aus dem 12. Jahrhundert stammenden Burg Castell, die von dem Konstanzer Bischof Ulrich I. von Kyburg-Dillingen als Sitz für die Ministerialen Schenk von Castell erbaut wurde. Die Burg wurde während des Schwabenkrieges 1499 von den Eidgenossen zerstört.

## Bilder

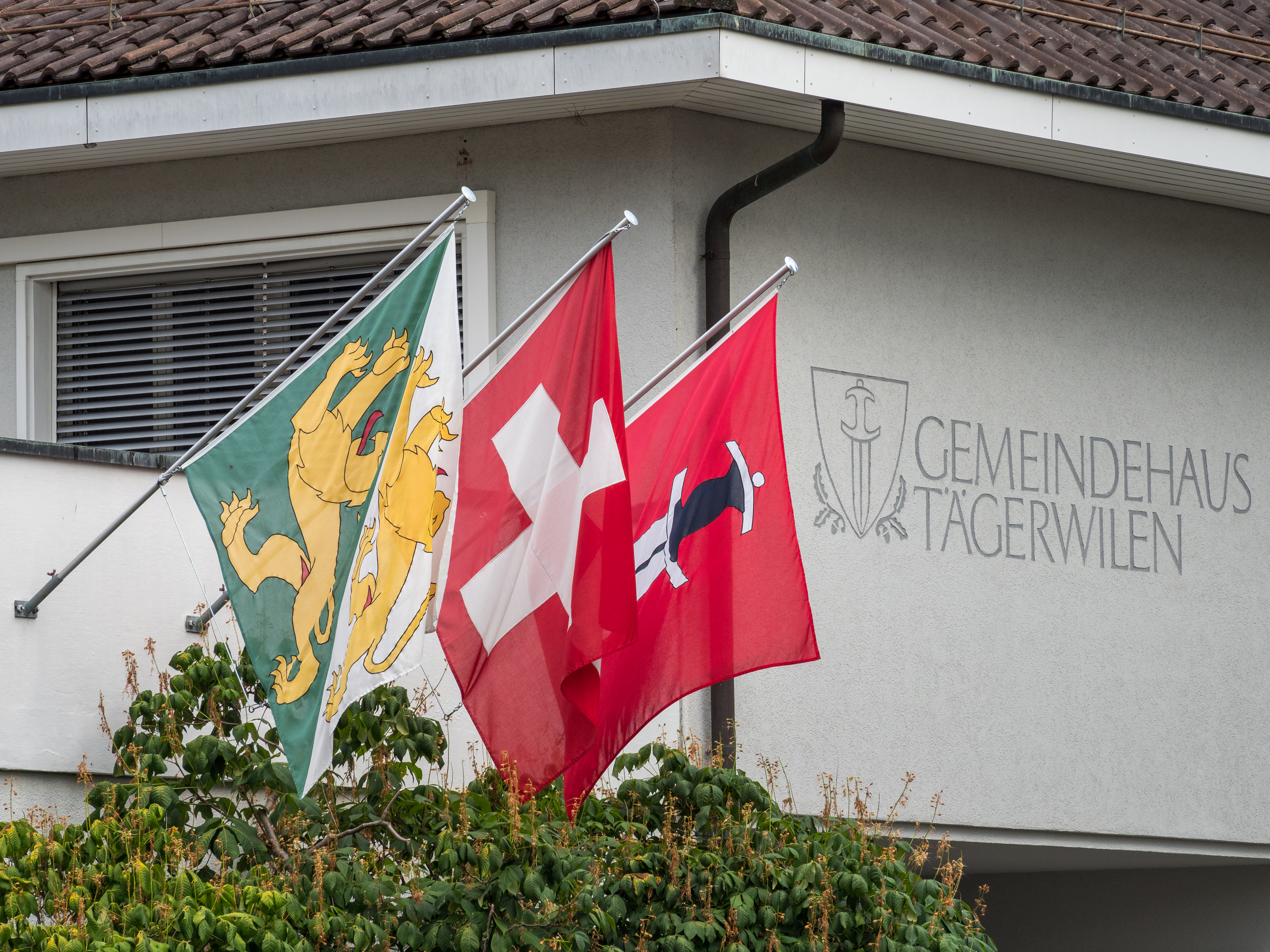
Gemeindehaus Tägerwilen
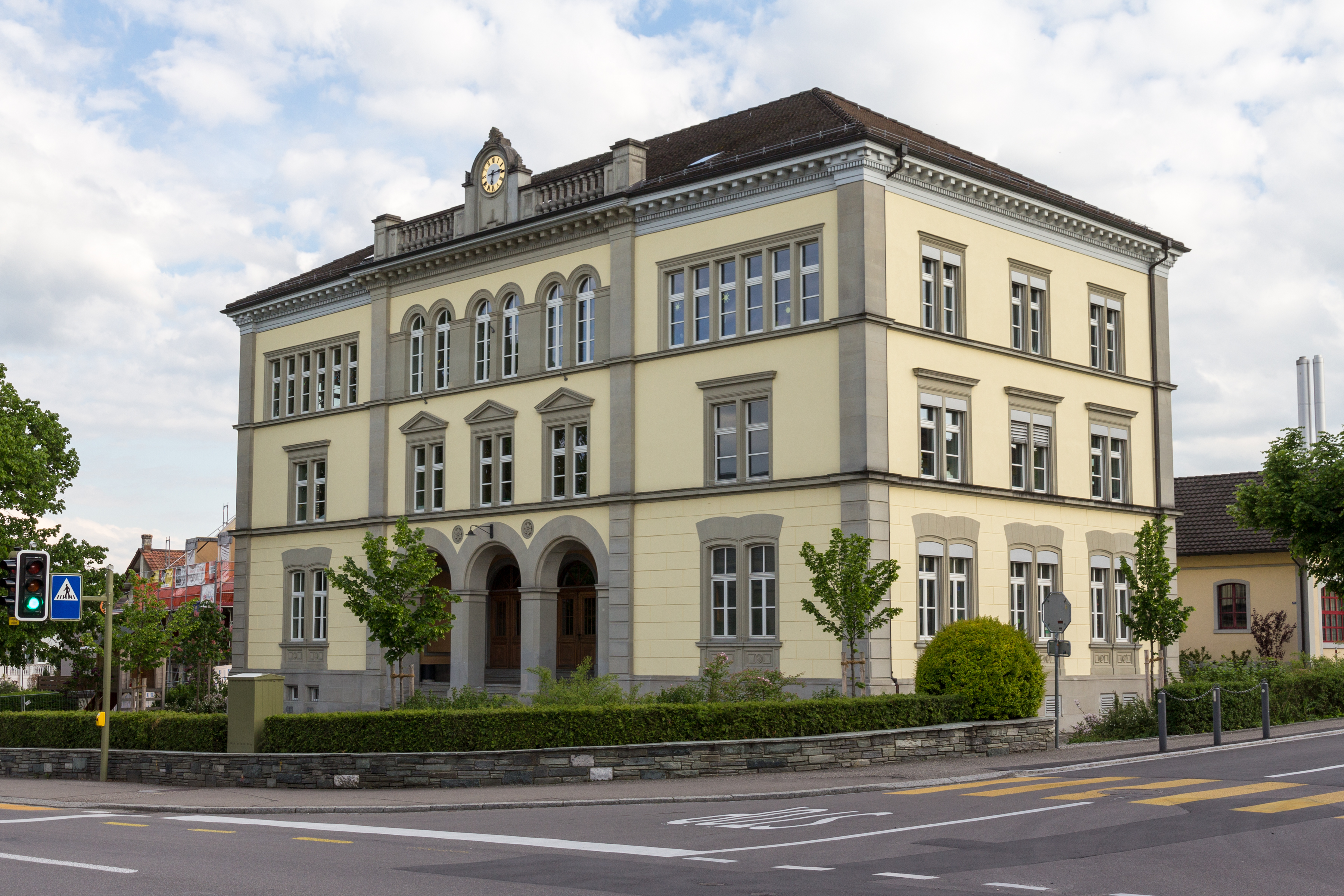
Altes Schulhaus
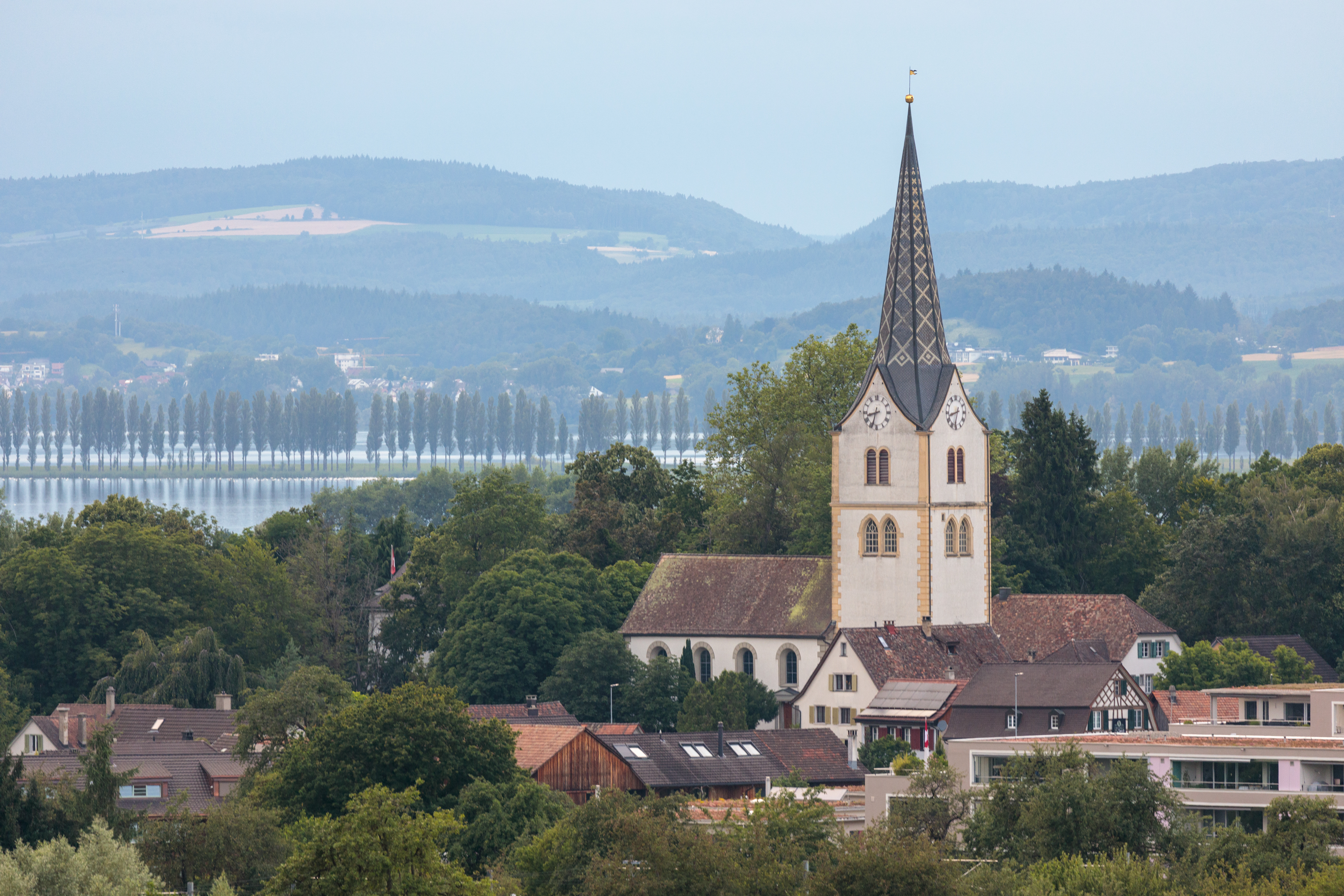
Evangelische Kirche
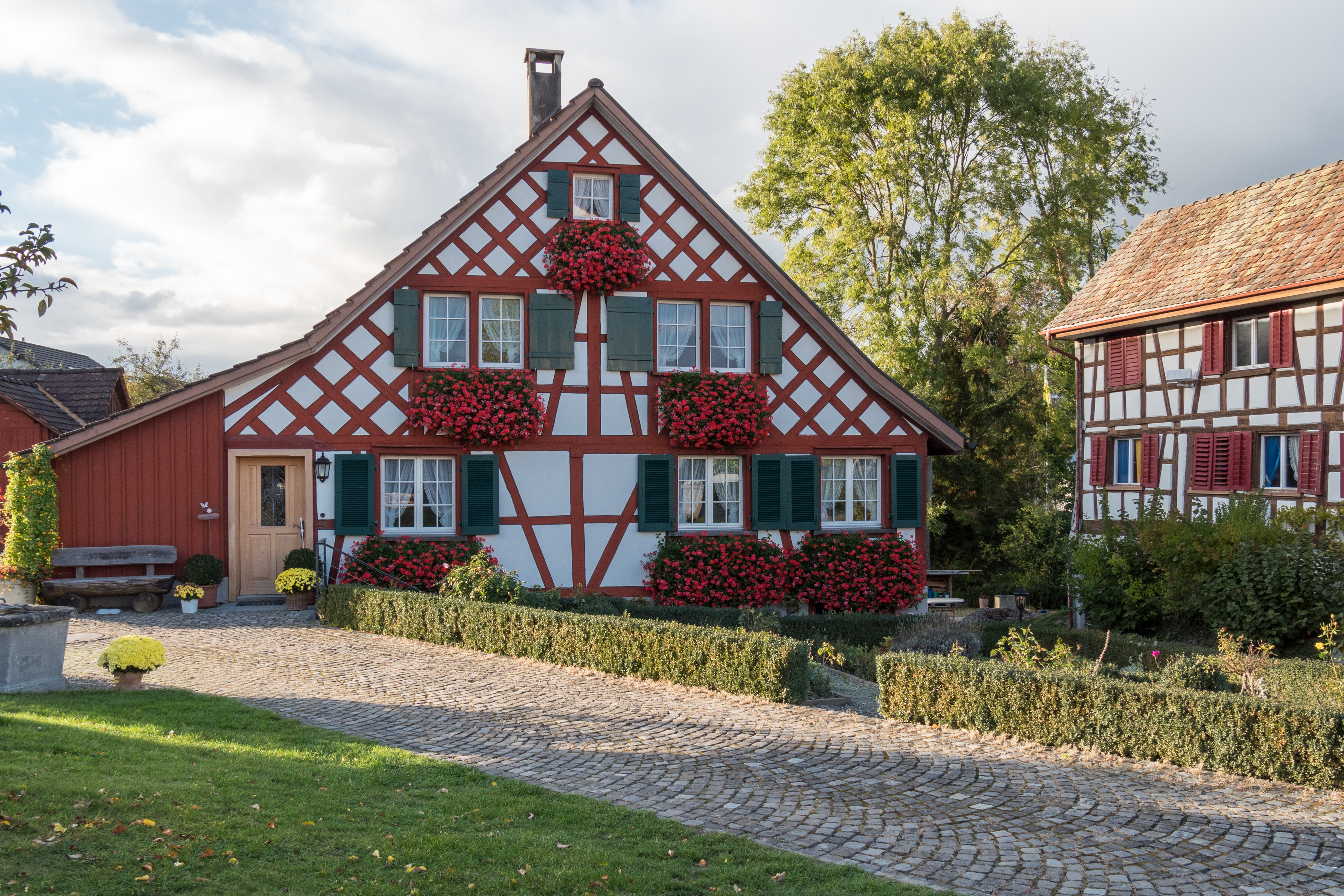
Ehem. Mühle Hinterdorfstrasse
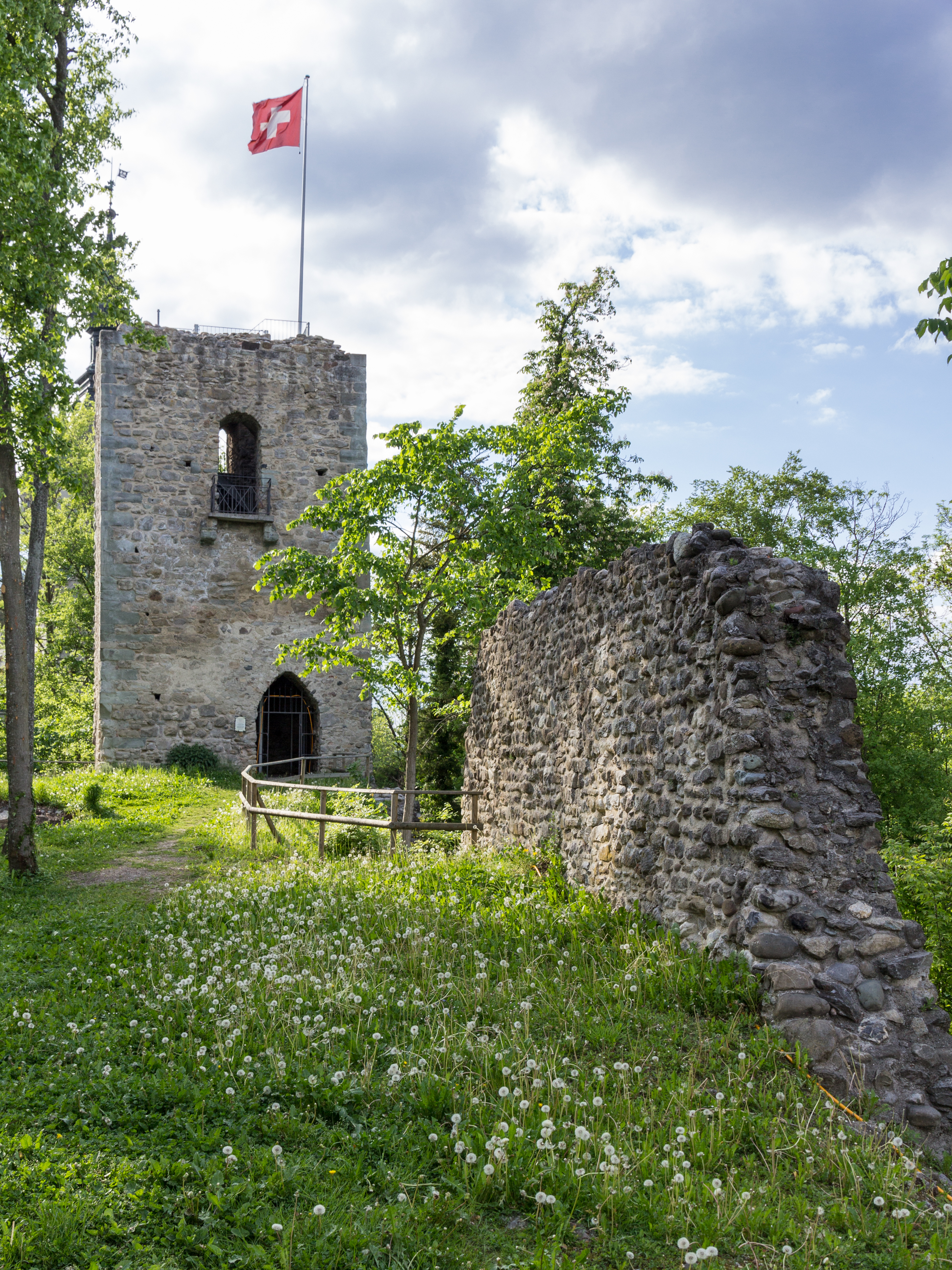
Ruine Altes Castell
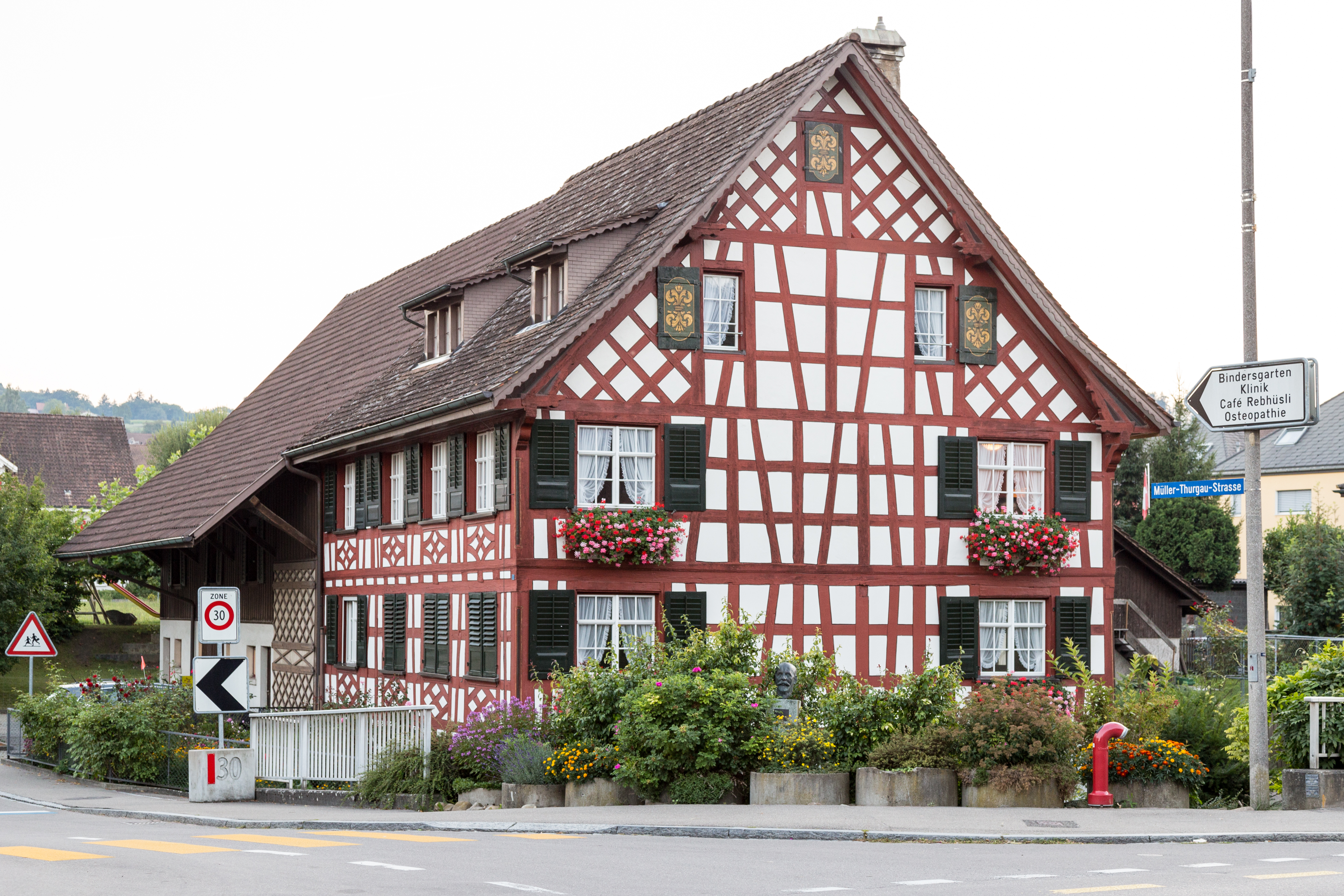
Geburtshaus von Hermann Müller-Thurgau
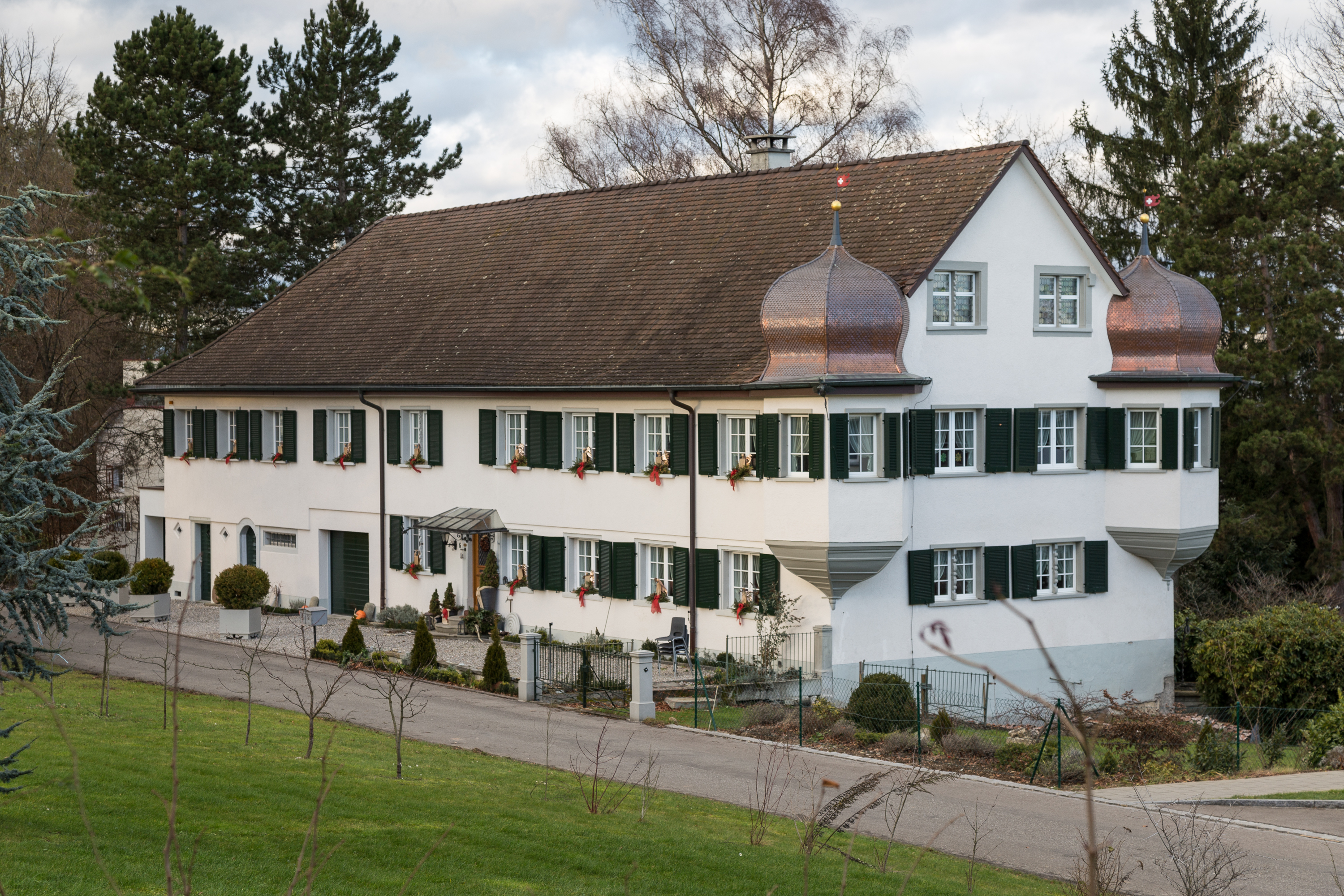
Okenfinerhaus
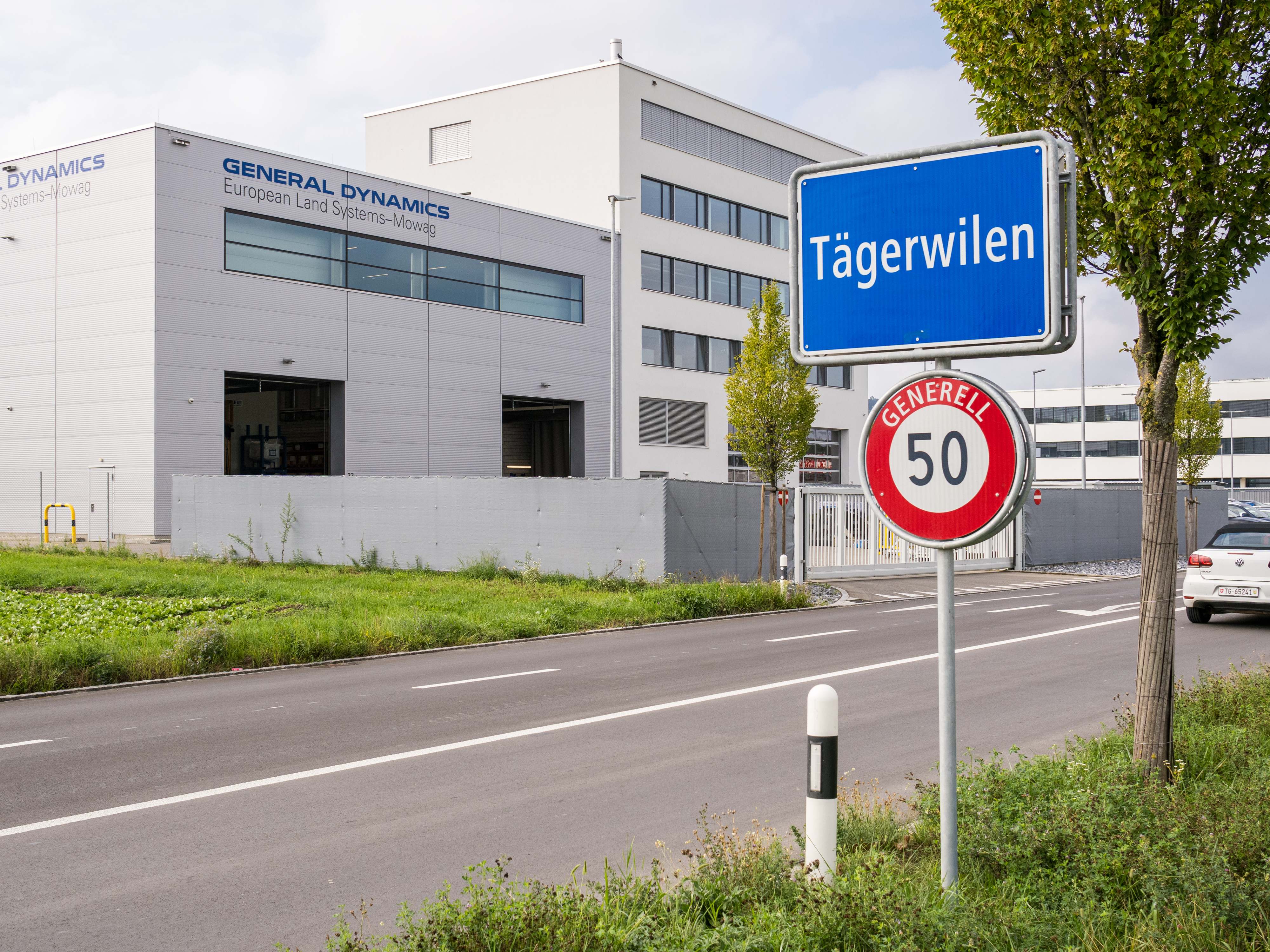
MOWAG in Tägerwilen

## Persönlichkeiten
- Johannes Hippenmeyer (1779–1854), Offizier, Thurgauer Kantonsrat, Besitzer des Schlosses Gottlieben
- Johann Konrad Egloff (1808–1886), Landwirt, Politiker, Offizier
- Elise Egloff (1821–1848), Professorengattin und Vorbild mehrerer literarischer Werke
- Hermann Müller-Thurgau (1850–1927), Botaniker
- Karl Friedrich Gegauf (1860–1926), Erfinder und Unternehmer
- Ernst Kreidolf (1863–1956), Kinderbuchillustrator
- Heinrich Ammann (1914–2003), Lehrer, Kunsthistoriker und Museumskurator
- Thomas Onken (1941–2000), Unternehmer, SP-Politiker, Thurgauer Ständerat 1987–1999
- Sieglinde Ammann (* 1946), Leichtathletin, Olympiateilnehmerin
- Kariem Hussein (* 1989), Leichtathlet, Europameister
- Paula Dalla Corte (* 2001), Sängerin, Gewinnerin von The Voice of Germany/Staffel 10